# Le Trait d'union (film, 1920)
Pour les articles homonymes, voir Le Trait d'union (homonymie).
Pour plus de détails, voir Fiche technique et Distribution.
Le Trait d'union (titre original : The Woman in the Suitcase) est un film américain muet réalisé par Fred Niblo, sorti en 1920.

## Fiche technique
- Titre français : Le Trait d'union
- Titre original : The Woman in the Suitcase
- Réalisation : Fred Niblo
- Scénario : C. Gardner Sullivan
- Directeur de la photographie : George Barnes
- Société(s) de production : Thomas H. Ince Productions
- Pays de production :  États-Unis
- Durée : 60 minutes
- Date de sortie : 11 janvier 1920

## Distribution
- Enid Bennett : Mary Moreland

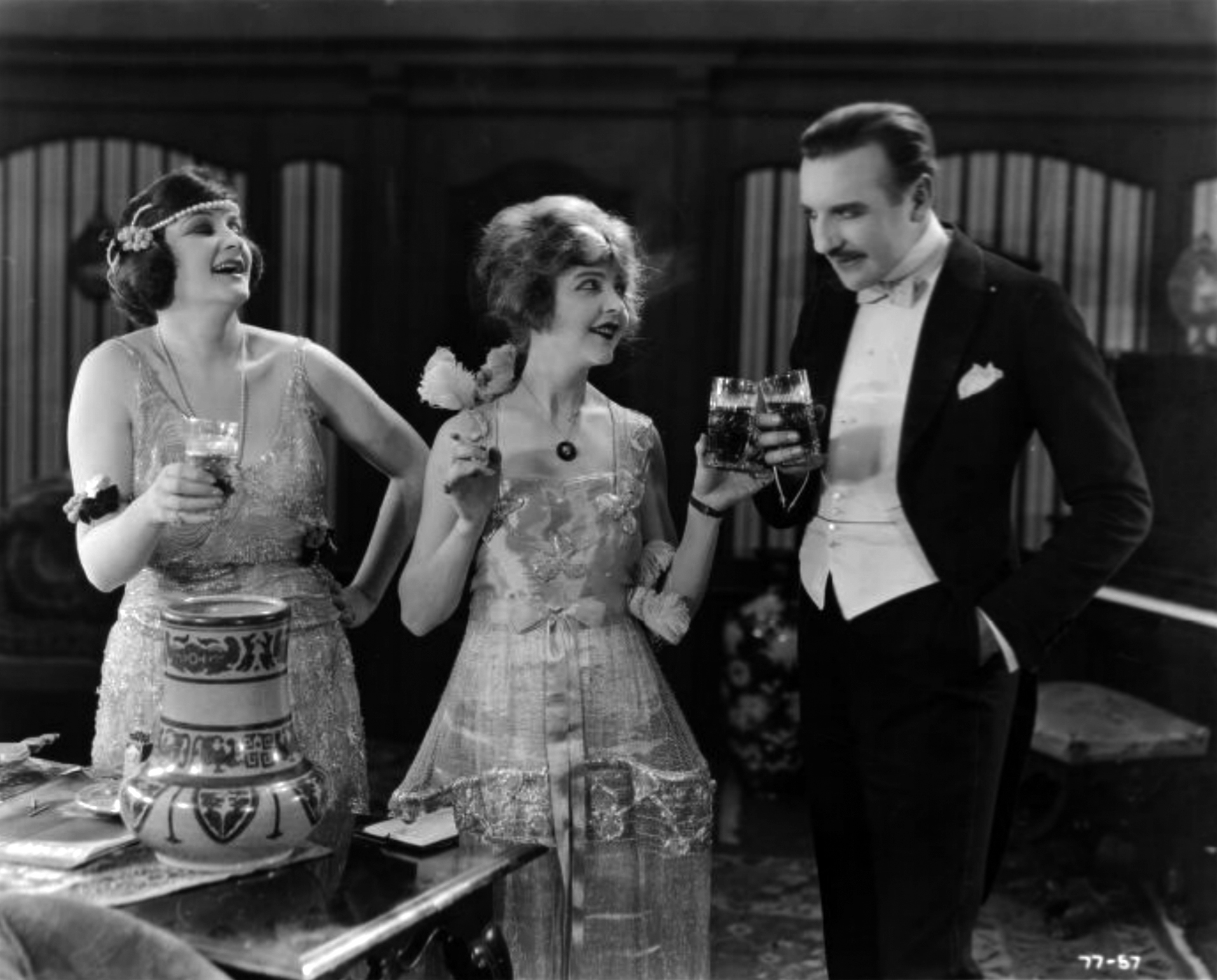
Dorcas Matthews, Enid Bennett et Rowland Lee dans une scène du film.

- William Conklin : James B. Moreland
- Dorcas Matthews : Dolly Wright
- Roland Lee : W.H. 'Billy' Fiske
- Claire McDowell : Mrs. James B. Moreland
- Donald McDonald : 'Doc' Harrison
- Gladys George : Ethel